# Провінційне узбережжя

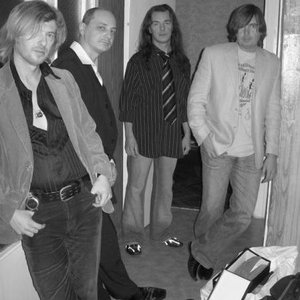
Музиканти гурту

Провінційне узбережжя — музичний гурт, що був заснований у 1996 році в місті Бердянськ. Музикантами якого були Сергій Бакуменко (композитор, автор, гітарист), Артем Левченко (вокал), Юрій Каліцев (бас-гітара).

## Історія гурту
Заснував гурт Сергій Бакуменко, коли зрозумів, що його талант залишається непомітним. Тому, у 1996 році, зібравши своїх друзів: Артема Левченко та Юрія Каліцева, «Провінційне узбережжя» почало свою творчу діяльність. Назва гурту утвердилася дуже швидко. Через те що музиканти з маленького міста, яке розташоване на узбережжі Азовського моря довго думати над назвою не довелося. 

У 1998 році гурт переміг на музичному фестивалі «Зорепад» (Запоріжжя). 

У 2000 році «Провінційне узбережжя» поїхало підкорювати Київ та Москву, де музиканти неодноразово давали концерти. На радіостанціях цих міст впродовж року лунали пісні цього гурту. 

У середині 2001 році рішенням виконкому Бердянської міської ради гурт було зареєстровано як творчу спілку музикантів . Керівником якої став Олександр Хльосткін. На початку 2002 року гурт припинив своє існування.

У 2004 році Артем Левченко потрапив до півфіналу українського відбору на «Євробаченні»

У 2007 році автор пісні «Намальованне кохання» Сергій Бакуменко продав її Заслуженому артисту України Лері Вінну. Пісня до цього моменту була дуже популярною у місті Бердянськ, але згодом стала хітом усієї країни.

Зараз в Інтернеті можна знайти деякі пісні гурту, на які «Провінційне узбережжя» має авторські права.

## Примітки

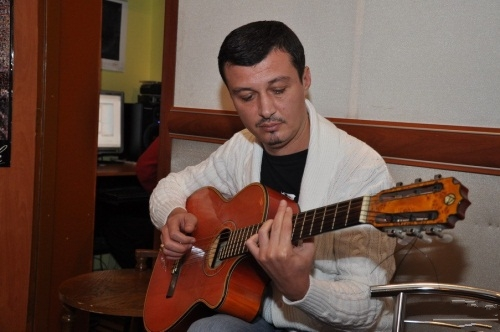
Сергій Бакуменко - засновник гурту

## Пісні
- Нарисованная любовь
- Будь собой
- Ты для меня
- На юга
- Романтический больной
- Презент
- Бездельник
- Училка